# Ітаґакі Пару
Ітаґакі Пару (яп. 板垣 巴留, Itagaki Paru, нар. 9 вересня 1993 , Токіо ) — японська манґака. Вона найбільш відома як авторка манґи Beastars, за яку вона отримала численні нагороди. Донька манґаки Кейсуке Ітаґакі.

## Біографія
Здобула популярність як авторка манґи Beastars, що вийшла в 22 томах і здобула низку престижних нагород, включаючи Manga Taishō та культурну премію Тедзуки Осаму. З дитинства захоплювалася малюванням і, ще будучи підлітком, вигадала антропоморфного вовка Леґосі, який пізніше став героєм її манґи Beastars. Дівчина закінчила токійський Університет мистецтв Мусасіно, факультет Imaging Art and Sciences, де навчалася кіновиробництву; паралельно малювала та вигадувала історії. У 2016 році японський журнал манґи Weekly Shōnen Champion почав публікувати збірку оповідань Пару Ітаґакі Beast Complex. У тому ж році на його сторінках з'явилася манґа Beastars про те, як хижаки та травоїдні намагаються жити у цивілізованому суспільстві. Манґа лягла в основу однойменного аніме.
У вересні 2019 року автобіографічна манґа Ітаґакі Paruno Graffiti почала виходити в журналі Kiss. У 2021 році Ітаґакі запустила нову серію манґи під назвою Sanda у 34-му випуску Weekly Shōnen Champion 21 липня.

## Особисте життя
Ітаґакі дуже закрита щодо свого особистого життя, тому часто малює себе у вигляді курки і на публічних заходах з'являється в масці Леґом (курки з Beastars). 
У 2018 році японські таблоїди повідомили, що Ітаґакі є дочкою Кейсуке Ітаґакі, автора серії манґи Baki the Grappler. Ітаґакі підтвердила цю інформацію у спільному інтерв'ю зі своїм батьком у вересневому номері Weekly Shonen Champion 2019 року, заявивши, що не бажає розкривати своє походження, поки не утвердиться в індустрії манґи, щоб уникнути звинувачень у непотизмі.
24 вересня 2023 року Ітаґакі оголосила, що вийшла заміж.

## Нагороди і номінації
| Рік  | Номіновано | Категорія                                        | Нагорода                         | Результат | Прим.  |
| ---- | ---------- | ------------------------------------------------ | -------------------------------- | --------- | ------ |
| 2018 | Beastars   | Male Readers                                     | Kono Manga ga Sugoi!             | 2-е місце | [ 11 ] |
| 2018 | Beastars   | New Face Award                                   | Japan Media Arts Festival Awards | Перемога  | [ 12 ] |
| 2018 | Beastars   | Grand Prize                                      | Manga Taishō                     | [ 13 ]    |        |
| 2018 | Beastars   | New Artist Prize                                 | Tezuka Osamu Cultural Prize      | [ 14 ]    |        |
| 2018 | Beastars   | Best Shōnen Manga                                | Kodansha Manga Award             | [ 15 ]    |        |
| 2020 | Beastars   | Best U.S. Edition of International Material—Asia | Eisner Award                     | Номінація | [ 16 ] |
| 2022 | Beastars   | Best Comic                                       | Seiun Award                      | Номінація | [ 17 ] |